# Диктатор (фильм)
«Диктатор» (англ. The Dictator) — американский комедийный художественный фильм, поставленный режиссёром Ларри Чарльзом. В качестве продюсера, сценариста и исполнителя главной роли выступил британский комедийный актёр Саша Барон Коэн. Помимо Барона Коэна, в фильме снялись Анна Фэрис, Бен Кингсли, Джейсон Мандзукас и Джон К. Райли.
Мировая премьера состоялась 10 мая 2012 года в Лондоне.
В пресс-релизе «Paramount Pictures» фильм охарактеризован как «героическая история североафриканского диктатора, рискующего своей жизнью, чтобы демократия никогда не пришла в его так любовно угнетаемую страну». Фильм посвящён «светлой памяти Ким Чен Ира».

## Сюжет
Адмирал-генерал Хаффаз Аладин — диктатор богатой нефтью вымышленной североафриканской страны Вадии, расположенной на территории Эритреи. Его власть абсолютна и безгранична: он приказывает убить любого, кто не понравится или осмелится ему перечить, организовывает собственные олимпийские игры и становится их победителем, приказывает подчинённым целовать свои подмышки и подтирать зад. Но однажды США обеспокоились ядерной программой Аладина, будто бы развиваемой в мирных целях (о чём даже сам Аладин не может говорить без смеха), и вот Аладин, во избежание войны, вынужден приехать на заседание ООН в Нью-Йорк и дать разъяснения.
Как только Аладин приезжает в Нью-Йорк, его стремящийся к власти дядя и помощник Тамир организует на него покушение. Аладин по случайности избегает смерти и оказывается полуголым и обритым на улицах Нью-Йорка, в то время как его место в делегации занимает руководимый дядей двойник. Двойник, совершенно безграмотный пастух и полностью подконтрольный Тамиру, зачитывает поданную ему речь, смысл которой он даже не понимает. После Тамир с представителями из делегации Китая и других стран обсуждают как они будут делить ресурсы Вадии между другими странами и крупными корпорациями, что наталкивает зрителя на мысль о плюсах диктатуры. Аладин пытается вернуться, но никто не верит, что он действительно правитель Вадии. Тут он сталкивается с Зои — активисткой борьбы за гражданские права, помогающей беженцам, а позже с Надалем — физиком-ядерщиком из Вадии, которого он раньше приказал казнить за не понравившуюся форму корпуса ядерной боеголовки. Надаль, желающий вернуться в Вадию на прежнее место учёного, объединяется с Аладином. Они намерены использовать Зои, чтобы попасть в отель и сорвать подписание двойником Аладина новой демократической конституции, которая бы позволила Тамиру прийти к власти. В это время Аладин влюбляется в Зои. План удаётся, Аладин перед камерами рвёт конституцию. При этом он перечисляет «достоинства диктатуры», поначалу как бы укоряя американцев за то, что они преследуют диктаторов. Однако потом, встретившись взглядом с Зои, Аладин всё-таки обещает демократизировать свою страну. После чего она бросается ему на шею, а все присутствующие долго аплодируют.
Перед ликующей толпой Аладин женится на Зои, которая, как выясняется, еврейка, избиратели под прицелом БТР голосуют за Аладина, и он счастливо продолжает создание ядерного оружия.

## В ролях
| Актёр              | Роль                                                    |
| ------------------ | ------------------------------------------------------- |
| Саша Барон Коэн    | адмирал-генерал Хаффаз Аладин / Эфавад, двойник Аладина |
| Анна Фэрис         | Зои, активистка                                         |
| Бен Кингсли        | Тамир, дядя Аладина                                     |
| Джейсон Мандзукас  | «Ядерный» Надаль, начальник ядерной программы           |
| Джон Си Райли      | Клейтон, наёмный убийца                                 |
| Бобби Ли           | Сянь Лао, китайский бизнесмен                           |
| Саид Бадрия        | Омар                                                    |
| Адиль Ахтар        | Маруш                                                   |
| Фред Армисен       | Официант в ресторане «Смерть Аладину»,                  |
| Меган Фокс         | камео                                                   |
| Эдвард Нортон      | камео                                                   |
| Аасиф Мандви       | доктор                                                  |
| Гад Эльмалех       | протестующий                                            |
| Гарри Шендлинг     | санитарный инспектор                                    |
| Крис Парнелл       | ведущий новостей                                        |
| Джессика Сент-Клэр | Дениз                                                   |
| Крис Эллиотт       | мистер Огден                                            |
| Анна Катарина      | Ангела Меркель                                          |
| Олек Крупа         | руководитель Газпрома                                   |

## Производство
По сообщению киностудии Paramount Pictures, вдохновением для создания фильма послужила книга «Забиба и царь», приписываемая перу Саддама Хусейна.
Тем не менее Деннис Лим из газеты The New York Times замечает, что фильм не является адаптацией книги, несмотря на ранние заявления, предположительно распространяемые самим Сашей Бароном Коэном.
Для съёмок фильма латвийским автопроизводителем Dartz были созданы бронированные внедорожники с позолоченным кузовом, а позже было объявлено о выпуске в продажу спецсерии Gold Aladeen Edition, названной в честь персонажа фильма — правителя вымышленной страны Вадия адмирал-генерала Аладина.

## Реакция
В Узбекистане Фильм был сокращён цензурой на 12 минут (до 71 минуты), а в Казахстане он был снят с проката через две недели после премьеры.